# 弗羅姆巴赫河 (費爾希巴赫河支流)
49°3′31″N 11°0′12″E / 49.05861°N 11.00333°E
弗羅姆巴赫河（德語：Frommbach），是德國的河流，位於該國東南部，由巴伐利亞負責管轄，屬於費爾希巴赫河的左支流，河道全長1.7公里，河口處在赫廷根以南。